# Stu Riddle
Pour les articles homonymes, voir Riddle.
Stu Riddle, de son vrai nom Stuart Allen Riddle est un footballeur  puis entraîneur néo-zélandais, né le 23 mai 1976 à Luton en Angleterre.

## Biographie
En 2006, il devient le premier néo-zélandais à entraîner un club de soccer aux États-Unis en acceptant le poste de joueur-entraîneur avec le Kalamazoo Kingdom.

En 2008, il est nommé à la tête de la nouvelle franchise de Kalamazoo, le Kalamazoo Outrage qui évolue en Premier Development League.